# Johann Seifert (Prediger)
Johann Seifert war ein protestantischer Feldprediger im Dienste General Königsmarcks. 1647 übersetzte Seifert in Verden die Cautio Criminalis von Friedrich Spee ins Deutsche und widmete das Buch der Königin Christina von Schweden. Dadurch wurde Königin Christina auf den Superintendenten Heinrich Rimphoff aufmerksam, der vermeintlichen „Hexen“ nachspürte, und gebot ihm Einhalt.
Durch seine Übersetzung trug Johann Seifert zur Beendigung der Hexenverfolgung in Deutschland bei.

## Schriften
- Gewissens-Buch: Von Processen Gegen die Hexen An Alle Hohen Obrigkeiten in Teudtschlandt, 1647. VD17 1:018958N